# Pablo Rojas
Pablo Rojas (Lima, 1780) fue un pintor peruano del siglo XIX. El investigador peruano Joaquín Ugarte y Ugarte, menciona en su obra Raíces peruanas en el arte contemporáneo, que Pablo Rojas nació en 1780 en Lima, que era mulato al igual que José Gil de Castro, dice también que perteneció al gremio de pintores de Lima hasta el año 1839 y su única obra registrada es la de Simón Bolívar; la cual tiene una importancia definitiva ya que fue encargada por altos dignatarios del gobierno nacional peruano en 1825.